# Rosse ovenvogel
De rosse ovenvogel (Furnarius rufus) is een zangvogel uit de familie Furnariidae (ovenvogels).

## Kenmerken
Zijn verenkleed is zandbruin, met een witte keelvlek. De staart is roodbruin. Hij heeft opmerkelijk lange poten en een stevige priksnavel. De lichaamslengte bedraagt 18 tot 20 cm.

## Leefwijze
Deze vogels hippen over de grond en klauteren tussen de takken op zoek naar wormen en andere kleine ongewervelden.

## Voortplanting
Het ovenvormige nest bestaat uit modder en wordt gebouwd op boomtakken en op door mensen gebouwde geschikte plekken als palen langs afrastering op het platteland maar ook telefoonmasten, electriciteitpalen etc. Het legsel bestaat uit 3 tot 5 eieren (soms zelfs tot 9) stuks. Het broeden neemt ca. 15 tot 20 dagen in beslag, maar door de constructie van een "oven" hoeven deze vogels niet veel op hun nest te zitten. De temperatuur regelt in het nest regelt het uitbroeden. Na 13 tot 18 dagen verlaten de jongen het nest. Ze bouwen ieder jaar weer een nieuw nest omdat ze willen dat de temperatuur van het nest perfect het werk voor ze doet. Slijtage aan hun huisje is dan niet gewenst. Andere vogelsoorten maken dan wel dankbaar gebruik van hun oude nesten.

## Verspreiding
Deze soort komt voor in het oosten, midden en zuidoosten van Zuid-Amerika en telt vier ondersoorten:
- F. r. commersoni: centraal en oostelijk Bolivia, zuidwestelijk Brazilië en noordwestelijk Argentinië.
- F. r. paraguayae: Paraguay en noordelijk Argentinië.
- F. r. rufus: van zuidelijk Brazilië tot Uruguay en centraal Argentinië.
- F. r. albogularis: oostelijk Brazilië.

## Status
De grootte van de populatie is niet gekwantificeerd maar de soort wordt omschreven als algemeen. Op de Rode lijst van de IUCN heeft deze soort de status niet bedreigd.